# Дезматч (фільм)
Дезматч (англ. Triggered) — південноафриканський трилер 2020 року. Режисер Аластер Орр; сценаристт Аластер Орр і Девід Д. Джонс. Продюсер — Деніел Матт. Світова прем'єра відбулася 28 серпня 2020 року; прем'єра в Україні — 28 жовтня 2021-го.

## Про фільм
Вечірка в лісовому кемпінгу перетворюється на жахіття для групи колишніх шкільних друзів. Вони прокидаються одягненими в жилети із вбудованими вибуховими пристроями і таймером — що відлічує хвилини до загибелі.

## Знімались
| Актор             | Роль            |
| ----------------- | --------------- |
| Рейне Сварт       | Раян            |
| Рассел Кроус      | Като            |
| Лісл Алерс        | Ерін            |
| Кемерон Скотт     | ПіДжей          |
| Стівен Джон Вард  | Езра            |
| Пейдж Боннін      | Ембер           |
| Сурая Роуз Сантос | Шей             |
| Шон Кемерон Майкл | містер Петерсон |